# Lac Gem
Pour les articles homonymes, voir Gem.
Le lac Gem (en anglais : Gem Lake) est un lac américain dans le comté de Larimer, dans le Colorado. Il est situé à 2 693 mètres d'altitude au sein du parc national de Rocky Mountain. On l'atteint par le Gem Lake Trail, un sentier de randonnée inscrit au Registre national des lieux historiques depuis le 29 janvier 2008.